# IC 393
IC 393 је елиптична галаксија у сазвјежђу Еридан која се налази на листи објеката дубоког неба у Индекс каталогу.
Деклинација објекта је - 15° 31' 31" а ректасцензија 4h 47m 51,7s. Привидна величина (магнитуда) објекта IC 393 износи 14,0 а фотографска магнитуда 15,0. IC 393 је још познат и под ознакама MCG -3-13-12, NPM1G -15.0241, PGC 16028.